# Holy Murder Masquerade
Holy Murder Masquerade – album stworzony przez szwedzki zespół Impious. Wydany 6 lutego 2007 roku przez wytwórnię Metal Blade Records.

## Lista utworów
1. The Confession – 4:05
2. Bound To Bleed (For A Sacred Need) – 3:10
3. T.P.S. – 2:52
4. Bloodcraft – 3:22
5. Holy Murder Masquerade – 5:20
6. Death On Floor 44 – 2:42
7. Slaughtertown Report – 0:42
8. Three Of One – 3:47
9. Everlasting Punishment – 2:39
10. Purified By Fire – 3:22
11. Dark Closure – 5:29